# Libertad colateral
La libertad colateral es una estrategia contra la censura que intenta hacer que sea económicamente prohibitivo para los censores bloquear contenido en Internet. Esto se logra alojando contenido en servicios en la nube que los censores consideran "demasiado importantes para bloquear", y luego usando cifrado para evitar que los censores identifiquen solicitudes de información censurada que está alojada entre los demás contenidos, lo que obliga a estos a bien permitir el acceso a la información censurada o en cambio eliminar el servicio completamente.